# Kanton Le Bois-d'Oingt
Kanton Le Bois-d'Oingt (francouzsky Canton du Bois-d'Oingt) je francouzský kanton v departementu Rhône v regionu Rhône-Alpes. Tvoří ho 18 obcí.

## Obce kantonu
- Bagnols
- Chamelet
- Châtillon
- Chessy
- Frontenas
- Jarnioux
- Le Bois-d'Oingt
- Le Breuil
- Légny
- Létra
- Moiré
- Oingt
- Saint-Laurent-d'Oingt
- Saint-Vérand
- Sainte-Paule
- Ternand
- Theizé
- Ville-sur-Jarnioux